# PSN J18032459+7013306
PSN J18032459+7013306 – tymczasowe oznaczenie kandydata na supernową odkrytą 30 października 2013 przez 10-letniego Nathana Graya.

## Supernowe
Supernowe są stosunkowo rzadkimi odkryciami. Szacuje się, że w naszej galaktyce wybuchają co około 50 lat, choć ostatni obserwowany wybuch (SN 1604) miał miejsce ponad 400 lat temu. Z powodu stosunkowej rzadkości wybuchów supernowych, poszukiwane są one także w innych galaktykach, gdzie częstotliwość ich występowania jest podobna. Nie są znane żadne metody przewidywania, kiedy i gdzie wybuchnie supernowa w innej galaktyce; zazwyczaj odkrywane są one dopiero w czasie eksplozji. Supernowe używane są jako świece standardowe do szacowania odległości we Wszechświecie, bardzo ważne jest przy tym, aby obserwację wybuchu rozpocząć zanim osiągnie on maksymalną jasność. Istnieje szereg programów obserwacyjnych, takich jak Katzman Automatic Imaging Telescope czy Supernova Early Warning System, których zadaniem jest wyszukiwanie nowych wybuchów. Zawodowym astronomom pomagają także amatorzy, którzy zazwyczaj porównują zdjęcia fragmentów nieba zrobione w odstępie kilku dni.
Są także osoby, jak australijski astronom Bob Evans, które potrafią zapamiętać wygląd znacznych obszarów nieba i są w stanie rozpoznać wybuchy supernowych patrząc się na znane im fragmenty firmamentu.

## Nazwa i odkrycie
Skrótowiec „PSN” oznacza obiekt, który jest kandydatem na supernową, oznaczenie „J18032459+701330” to koordynaty astronomiczne, gdzie znajduje się odkryty obiekt.
Odkrycia dokonał 10-letni Nathan Gray, przeglądając zdjęcia nieba z obserwatorium Abbey Ridge Observatory. Nathan Gray jest młodszym bratem Kathryny Gray, która w 2010 odkryła supernową SN 2010lt i została najmłodszą odkrywczynią obiektu tego typu. W momencie odkrycia PSN J18032459+7013306, Nathan był o 33 dni młodszy od jego siostry, jeżeli odkrycie zostanie potwierdzone, to on przejmie od niej palmę pierwszeństwa jako najmłodszy odkrywca supernowej.

## Charakterystyka
Obiekt znajduje się w galaktyce PGC 61330 oddalonej o około 600 milionów lat świetlnych od Ziemi.  W momencie jej odkrycia jej jasność wynosiła około 18 m.